# Mombin-Crochu
Mombin-Crochu, in creolo haitiano Monben Kwochi, è un comune di Haiti facente parte dell'arrondissement di Vallières nel dipartimento del Nord-Est.